# Gustav von Bunge
Gustav von Bunge (Tartu, destijds Dorpat, 19 januari 1844 – Bazel, 5 november 1920) was een Duits-Baltische fysioloog, bekend geworden door zijn werk op het gebied van voedingsfysiologie. Hij was de zoon van botanicus Alexander von Bunge.
In 1874 ontving hij zijn diploma in de chemie aan de Universiteit van Dorpat. Na in Straatsburg en Leipzig geneeskunde te hebben gestudeerd behaalde hij in 1882 een doctoraat in de geneeskunde aan de Universiteit van Leipzig. In Dorfpat behoorden Friedrich Bidder en Carl Schmidt tot zijn docenten. In 1885 werd hij adjunct-hoogleraar, en van 1886 tot aan zijn dood in 1920 was hij hoogleraar biochemie aan de Universiteit van Basel. Bij zijn aanstelling hield hij op 23 november 1886 een voordracht genaamd Die Alkoholfrage over de gevaren van alcohol, die veel opzien baarde en in zestien talen werd vertaald. Ook werd deze voordracht door Gerhart Hauptmann gebruikt bij het schrijven van zijn toneelstuk Vor Sonnenaufgang.
Tot zijn meer belangrijke studies hoorden het samenspel van kalium en natrium in het lichaam; de vereniging van natriumchloride met de stofwisseling, en analytische studies van ijzer metabolisme.
Hij was de auteur van verhandelingen over alcoholische dranken, die hij zag als een "bedreiging voor de gezondheid en erfelijkheid". Zijn naam wordt geassocieerd met de 'wet van Bunge', een nutritionele wet op basis van zijn onderzoek naar humane en dierlijke melk - "de voedingsstoffen in melk zijn evenredig met de groei van de nakomelingen".